# Гюйссен, Генрих фон
Барон Генрих фон Гюйссен (Heinrich Freiherr von Hüyssen, 27 июля 1666, Эссен, Курфюршество Бранденбург — 6 сентября 1739, Копенгаген, Датское королевство) — немецкий юрист и дипломат, состоявший на службе Петра Великого. 
С 1703 года воспитатель царевича Алексея Петровича. С 1710 года Генрих фон Гюйссен был членом Прусской академии наук (Берлин).

## Биография
По окончании дортмундской гимназии Генрих фон Гюйссен, выходец из дворянской протестантской семьи, изучал право в университетах Дуйсбурга, Кёльна и Лейпцига. В 1689 году защитил докторскую диссертацию. После посещения Рима работал в Венском университете. В 1699 году переехал из Парижа в Берлин в качестве представителя принцессы Вальдекской. Воспитывал в качестве гофмейстера сыновей Эберхарда фон Данкельмана министра первого короля Пруссии Фридриха I.
В 1702 году, в рамках Манифеста от 16 апреля того же года, при посредстве И. Р. Паткуля, русское правительство пригласило его на службу для пропаганды своих взглядов в заграничной печати. Чтобы расположить общественное мнение Западной Европы в пользу России, Гюйссен переводил правительственные указы, полемизировал с враждебными мнениями, доставлял немецким журналистам материал как сырой, так и подготовленный для печати.
При участии Гюйссена, среди прочего, составлены две брошюры: Der Staat von Moscau — Московское государство (1704 год) и Relation von dem gegenwartigen Zustande des Moscowitischen Reichs — «Отношение к нынешнему состоянию Московской империи» (1706 год). Последняя в расширенном виде образовала целую книгу: «О господине царе и великом князе московском Петре Алексеевиче» (1710 год). Также в 1706 году им было написано, на немецком языке, «Пространное обличение преступного и клеветами наполненного пасквиля... изданного под титулом "Письмо знатного офицера"».
Будучи в Вене, Генрих фон Гюйссен «переделал в русском гербе цвета» согласно требованиям геральдики. Он же добыл условия Альтранштадтского мирного договора и переслал их Петру Алексеевичу.
В 1708 — 1709 годах Гюйссен составлял много дипломатических бумаг, в том числе занимался улаживанием дипломатического скандала, вызванного насилием над послом А. А. Матвеевым в Лондоне. В 1713 году готовил для царя проекты по внутреннему управлению: о фискалах, коллегиях, почтах, школах, майоратах и прочие. Составил подённый «Журнал государя Петра I с 1695 по 1710 г.»
В 1710 году Гюйссен сопровождал царевича Алексея в Германские земли, чтобы хлопотать о его браке с вольфенбюттельской принцессой и приглашал Лейбница на свидание с царём Петром в Торгау. После смерти Петра I остался не у дел. Умер в 1739 году в глубокой старости. Похоронен в Хельсингёре.